# Musikjahr 1790
Liste der Musikjahre

◄◄ | ◄ | 1786 | 1787 | 1788 | 1789 | Musikjahr 1790 | 1791 | 1792 | 1793 | 1794 | ► | ►►

Weitere Ereignisse
Dieser Artikel behandelt das Musikjahr 1790.

## Ereignisse
- 27. Januar: Heinrich Harries veröffentlicht im Flensburger Wochenblatt für Jedermann anlässlich des Geburtstags König Christians VII. von Dänemark die Urfassung des Liedes Heil dir im Siegerkranz unter dem Titel „Lied für den dänischen Untertan, an seines Königs Geburtstags zu singen in der Melodie des englischen Volksliedes God save George the King“.
- 06. Juli: Im steiermärkischen Leoben wird ein Stadttheater gegründet, das seither durchgehend bespielt wird. Es zählt inzwischen zu Österreichs ältesten derartigen Einrichtungen.

### Instrumentalmusik
- Wolfgang Amadeus Mozart: Streichquartett B-Dur KV 589 (2. Preußisches Quartett); Streichquartett F-Dur KV 590 (3. Preußisches Quartett); Streichquintett Nr.5 in D-Dur KV 593
- Luigi Boccherini: Sinfonie in G; 3 Streichquintette für 2 Violinen, Viola und 2 Violoncelli
- Joseph Haydn: Trios Nr. 27 bis 30 für Klavier, Violine und Violoncello; Quartett in C-Dur, (op. 64, Nr. 1, Hob. III:65); Quartett in h-Moll, (op. 64, Nr. 2, Hob. III:68); Quartett in B-Dur, (op. 64, Nr. 3, Hob. III:67); Quartett in G-Dur, (op. 64, Nr. 4, Hob. III:66); Quartett in D-Dur, (op. 64, Nr. 5 („Lerchenquartett“), Hob. III:63); Quartett in Es-Dur, (op. 64, Nr. 6, Hob. III:64); Sonate in C-Dur, (Hob.XVI:48 um 1790); Sonate in Es-Dur, (Hob.XVI:49 um 1790)
- Ludwig van Beethoven: Kantate auf den Tod Kaiser Josephs II.; Kantate auf die Erhebung Leopolds II. zur Kaiserwürde
- Johann Ladislaus Dussek: 3 Sonaten F, B, C op. 12 c64–66; 3 Sonaten B, D, G op. 13 c67–69 ;3 Sonaten C, G, F op. 14 c71–73
- Andreas Romberg: Rezitativ und Arie „Con questo ferro, indegno!“ für Sopran und Orchester, SteR 245; Violinkonzert VI B-Dur, SteR 45; Violinkonzert VII A-Dur, SteR 47
- Johann Abraham Peter Schulz vertont das Abendlied von Matthias Claudius.

### Musiktheater
- 13. Januar: Uraufführung der Oper Pierre le Grand von André-Ernest-Modeste Grétry in Paris (Comédie-Italienne)
- 26. Januar: Wolfgang Amadeus Mozarts Oper Così fan tutte (So machen es alle) nach einem Text von Lorenzo da Ponte wird im Wiener Burgtheater uraufgeführt.
- 01. März: Uraufführung der Oper Les Brouilleries von Henri Montan Berton an der Opéra-Comique in Paris
- 10. Mai: Uraufführung des historischen Dramas Jeanne d’Arc à Orléans von Rodolphe Kreutzer an der Comédie Italienne in Paris
- 29. Mai: Uraufführung der Oper La Soirée orageuse von Nicolas Dalayrac in Paris (Comédie Italienne)
- 30. Mai: Uraufführung der Oper Zenobia in Palmira von Giovanni Paisiello in Neapel, (Teatro San Carlo)
- 10. Juli: Uraufführung der Oper Le Chêne patriotique ou La Matinée du 14 juillet 1790 von Nicolas Dalayrac in Paris (Comédie Italienne)
- 23. August: Uraufführung der Oper Les Rigueurs du cloître von Henri Montan Berton an der Opéra-Comique in Paris
- 04. September: Étienne-Nicolas Méhuls Oper in fünf Akten Euphrosine ou Le tyran corrigé wird an der Comédie-Italienne in Paris uraufgeführt.
- 11. September: Das Singspiel Der Stein der Weisen oder Die Zauberinsel auf ein Libretto von Emanuel Schikaneder hat seine Uraufführung am Wiedner Theater bei Wien. Die Musik zu diesem Werk Schikaneders soll von Johann Baptist Henneberg stammen, und sie enthält Einlagenummern von Franz Xaver Gerl, Wolfgang Amadeus Mozart, Benedikt Schack und Schikaneder selbst.
- 11. Oktober: Uraufführung der Oper Vert-Vert von Nicolas Dalayrac in Paris (Comédie Italienne)

Weitere Werke
- Giovanni Paisiello: Le vane gelosie (Oper); La molinara (Oper)
- Antonio Salieri: Le couronnement de Tarare (den neuen politischen Verhältnissen angepasster Zusatz zur Oper Tarare)
- Giuseppe Sarti: Načal'noe upravlenie Olega (Oper in Zusammenarbeit mit Carlo Canobbio und Vasily Pashkevich) uraufgeführt in St. Petersburg
- Niccolò Antonio Zingarelli: Antigone; La morte di Cesare
- Anton Eberl: Die Hexe Megäre (Oper, verloren)
- Stephen Storace: No Song, No Supper (Oper)
- Johann Gottlieb Naumann: La morte d’Abel (Oratorium)
- Joseph Weigl: La caffettiera bizzarra (Oper in drei Akten)
- Louis Emmanuel Jadin: Constance et Gernand (Oper 1 Akt); La Religieuse danoise ou La Communauté de Copenhague (Oper 3 Akte), auch als Le Duce de Waldeza bekannt; Joconde nach Jean de La Fontaine (Oper 3 Akte)
- Peter von Winter: Drei Singspiele (1) Psyche nach einem Libretto von Karl Friedrich Müchler; (2) Jery und Bäteli nach Johann Wolfgang von Goethe und (3) Scherz, List und Rache (ebenfalls nach Goethe). Alle drei Werke wurden in München uraufgeführt.
- Vicente Martín y Soler: Melomania (Oper im Original auf Russisch); La deità benefica (Cantata);

## Geboren

### Geburtsdatum gesichert
- 17. Januar: Johann Georg Frech, deutscher Musikdirektor, Komponist und Organist († 1864)
- 31. Januar: Samuel Ludwig Hartig, deutscher Orgelbauer († 1868)
- 11. Februar: Ignaz Aßmayer, österreichischer Komponist und Kirchenmusiker († 1862)
- 11. Februar: Johann Christian Gottlieb Irmler, deutscher Klavierbauer († 1857)
- 16. Februar: Christian Urhan, deutscher Violinist, Organist und Komponist, der in Frankreich gewirkt hat. († 1845)
- 15. März: Nicola Vaccai, italienischer Komponist († 1848)
- 05. April: Sophie Wilhelmine Mosewius, deutsche Sängerin († 1825)
- 06. April: Félix Cazot, französischer Musikpädagoge und Komponist († 1857)
- 07. April: Sophie Stokar, Schweizer Sopranistin († 1823)
- 21. Mai: Henri-Louis Empeytaz, Schweizer evangelischer Geistlicher und Kirchenlieddichter († 1853)
- 25. Juni: Antonia Pallerini, italienische Ballerina und Ballett-Pantomimin († 1870)
- 10. Juni: Louis-Joseph Daussoigne-Mehul, französischer Komponist († 1875)
- 13. Juli: Wilhelm Agthe, deutscher Musikpädagoge und Komponist († 1873)
- 02. August: Wilhelmine von Schwertzell, deutsche Komponistin, Dichterin und Märchensammlerin († 1849)
- 30. September: Carl Heinrich Saemann, deutscher Musiker († 1860)
- 08. Oktober: Waldemar Thrane, norwegischer Komponist, Violinist und Dirigent († 1828)
- 09. Oktober: Andreas Späth, deutscher Komponist († 1876)
- 14. Oktober: Georg Gerson, dänischer Bankier und Komponist. († 1825)
- 17. Oktober: August Ferdinand Anacker, deutscher Komponist († 1854)
- 30. Oktober: Karol Lipiński, polnischer Violinist, Komponist und Operndirigent († 1861)
- 07. November: Luigi Rinaldo Legnani, italienischer Sänger, Gitarrist und Komponist († 1877)
- 11. November: Joseph Kreutzer, deutscher Komponist, Geiger, Kapellmeister und Gitarrist († 1840)
- 15. November: Karl Karow, deutscher Komponist, Arrangeur und Schulmeister († 1863)

### Genaues Geburtsdatum unbekannt
- Carl Ernst Laue, deutscher Hofmusiker und Instrumentenmacher († 1860)
- Johann Nepomuk Tröndlin, deutscher Klavierbauer († 1862)
- Wilhelm Würfel, tschechischer, Komponist, Organist, Pianist und Musikpädagoge († 1832)

## Gestorben

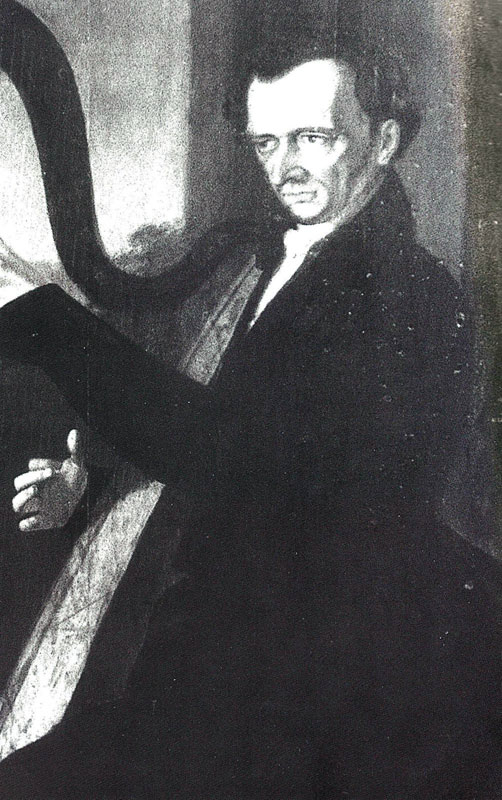
Johann Baptist Krumpholz
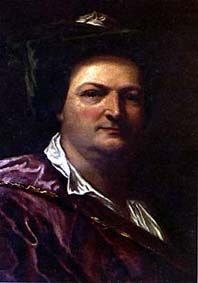
François-Henri Clicquot
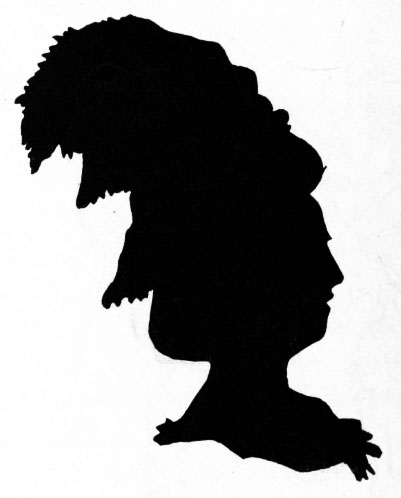
Lovisa Augusti
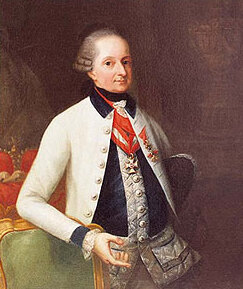
Nikolaus I. Joseph Esterházy de Galantha

### Todesdatum gesichert
- 16. Januar: Charlotta Eckerman, schwedische Opernsängerin, Schauspielerin und Kurtisane (* 1759)
- 06. Februar: Johann Friedrich Klöffler, deutscher Komponist (* 1725)
- 14. Februar: Capel Bond, englischer Organist, Dirigent und Komponist (* 1730)
- 19. Februar: Johann Baptist Krumpholz, tschechischer Komponist und Harfenist (* 1742)
- 00. März: Lucile Grétry, französische Komponistin (* 1772)
- 24. Mai: François-Henri Clicquot, französischer Orgelbauer (* 1732)
- 25. Juni: Lovisa Augusti, schwedische Opernsängerin (* 1751 oder 1756)
- 12. August: Heinrich Franz Maria Ab-Yberg, Schweizer Politiker, Archivar, Chronist und Komponist (* 1714)
- 28. September: Nikolaus I. Joseph Esterházy de Galantha, Fürst und Arbeitgeber und Förderer von Joseph Haydn (* 1714)
- 29. September: Johann Georg Röllig, deutscher Komponist und Kapellmeister (* 1710)
- 05. Dezember: Johannes Zumpe, britischer Tafelklavierbauer (* 1726)
- 16. Dezember: Ludwig August Lebrun, deutscher Oboist und Komponist (* 1752)

### Gestorben um 1790
- Gaetano Franceschini, italienischer Violinist und Komponist (* um 1730)

### Gestorben nach 1790
- Angela Calori, italienische Opernsängerin (* 1732)